# مدرسه رستمی
مدرسه رستمی مربوط به دوره پهلوی اول است و در یزد، بلوار دهه فجر، محله مریم آباد واقع شده و این اثر در تاریخ ۱۸ اردیبهشت ۱۳۸۰ با شمارهٔ ثبت ۳۸۱۱ به‌عنوان یکی از آثار ملی ایران به ثبت رسیده است.